# Točna

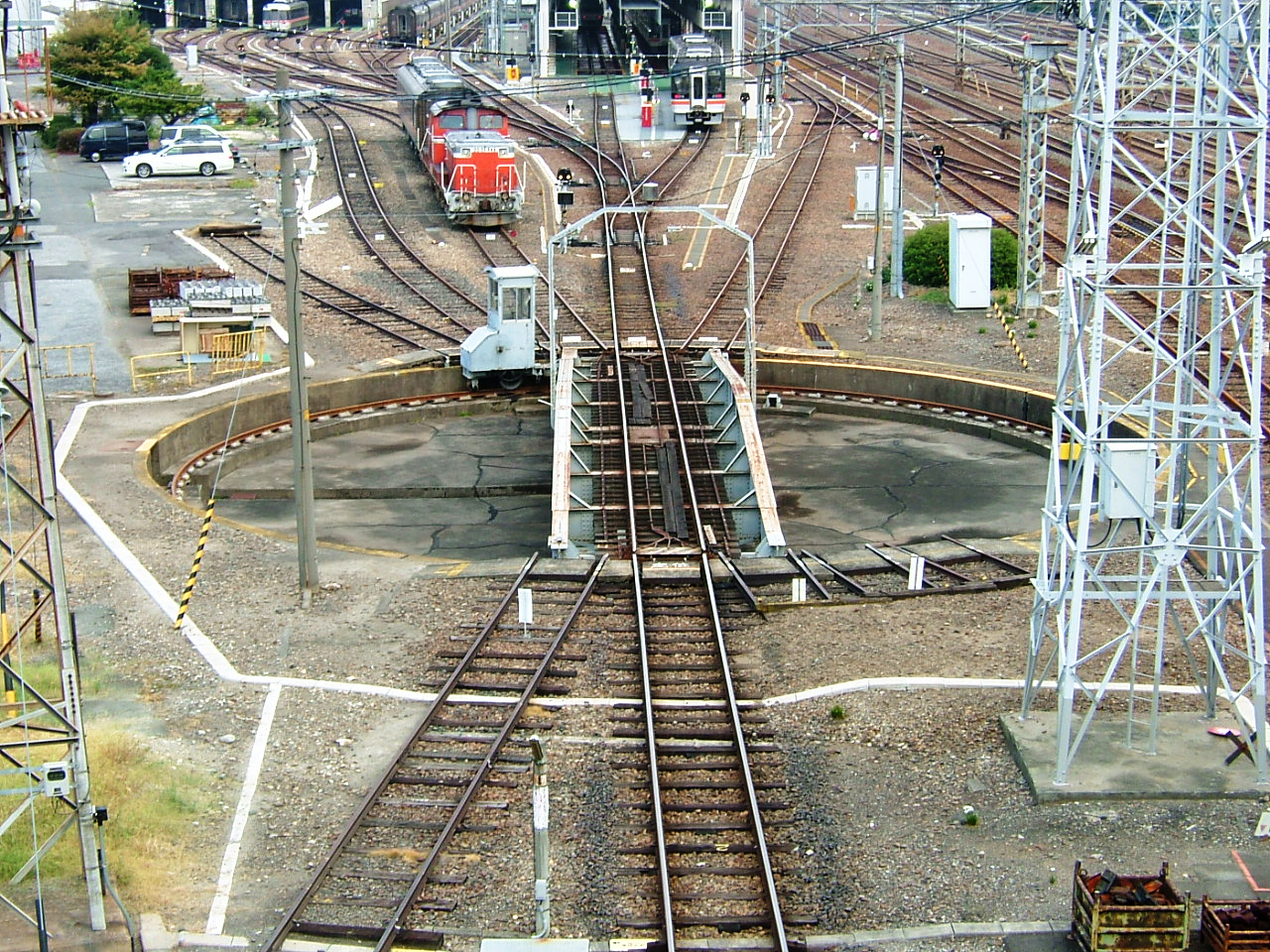
Železniční točna

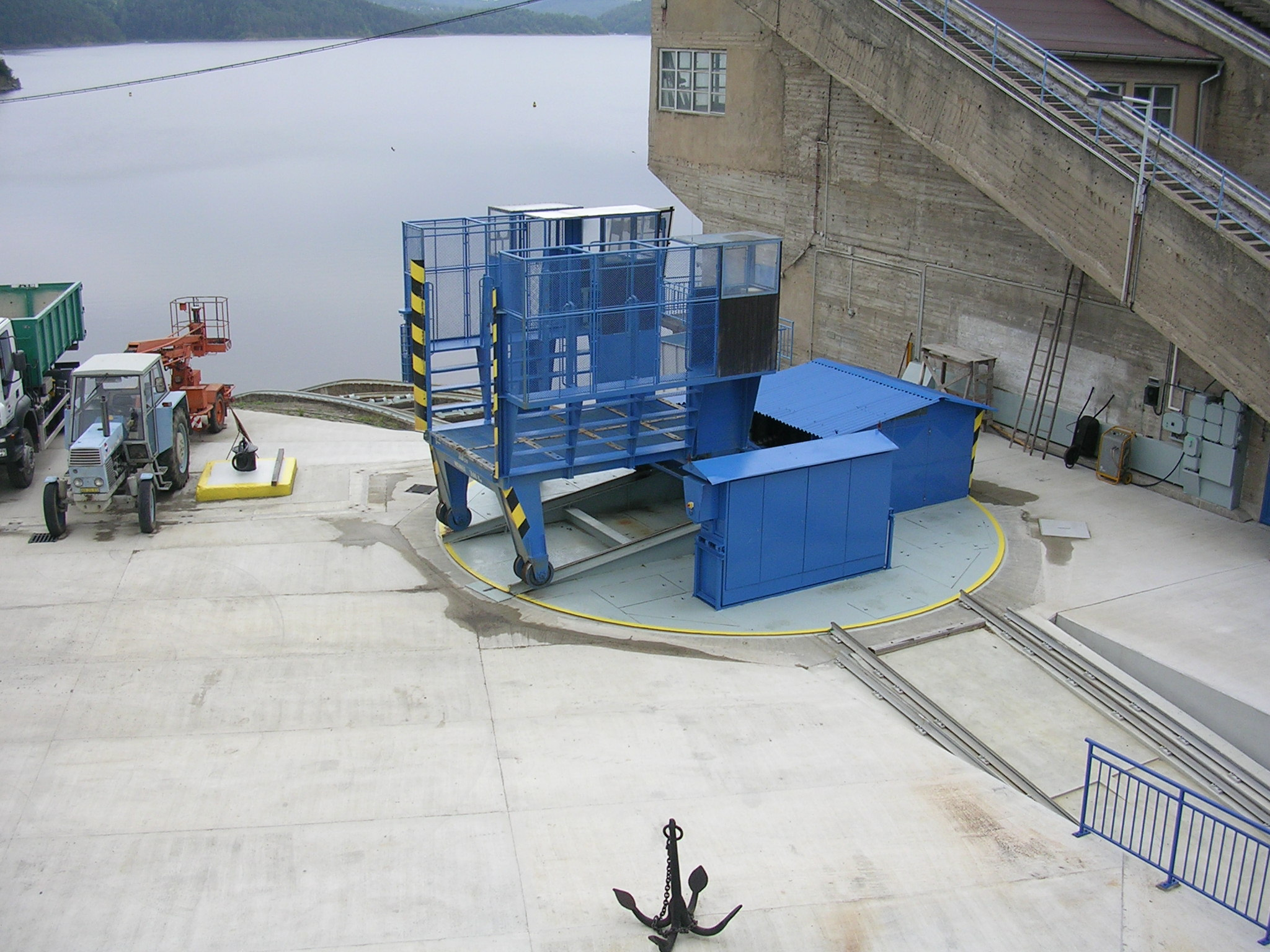
Točna kolejového lodního výtahu na Orlické přehradě.

Točna je technické zařízení, obvykle ve tvaru plochého disku, určené k otáčení těžkých předmětů kolem vertikální osy. Obvykle obsahuje centrální čep s osou, pomocná kluzná nebo valivá ložiska na okrajích a mechanismy pohonu.
Příklady využití:
- točna (železnice) – je používána k otáčení lokomotiv a vozů. Točna je využívána i u některých dalších druhů kolejových nebo obdobných drah.
- jevištní točna – používána pro pohyb jevištních dekorací v divadle, součást jevištní techniky
- točna (část vozidla) – pro připojení návěsu k tahači nebo v kloubu kloubového vozidla (autobus, tramvaj)
- princip točny využívá otáčivé hlediště v Českém Krumlově

Ve starší češtině se slovem „točna“ nazývala otáčecí osa (u mlýnského kola i jinde) a také pevný, typicky dubový sloupek vrat, na kterém se točí vrátně (např. ve spisu Umění lesní, napsaném roku 1561). V první polovině 19. století jím začaly být v odborném jazyce nazývány i zemské póly, například Jan Svatopluk Presl v roce 1834, nejstarší doklad je v Jungmannově Slovesnosti z roku 1820. Význam otočného disku např. na železnici František Oberpfalcer v článku z roku 1931 vůbec nezmiňuje.